# 써니 (트로트 가수)
써니(본명: 손영철, 1982년 3월 8일 ~ )은 대한민국의 트로트 가수이다.

## 학력
- 국제대학교 실용학과 졸업

## 앨범
- 2007년 1집 - 내꺼야
- 2007년 2집 - 와줘
- 2011년 3집 - 날믿어봐
- 2014년 4집 - 어미는 기도하마